# Sör-Digertjärnen
Sör-Digertjärnen är en sjö i Härjedalens kommun i Härjedalen och ingår i Ljusnans huvudavrinningsområde. Sjön har en area på 0,0389 kvadratkilometer och ligger 388,1 meter över havet.

## Delavrinningsområde
Sör-Digertjärnen ingår i det delavrinningsområde (687567-142552) som SMHI kallar för Mynnar i Vallsjön. Medelhöjden är 467 meter över havet och ytan är 25,41 kvadratkilometer. Räknas de 2 avrinningsområdena uppströms in blir den ackumulerade arean 37,48 kvadratkilometer. Vattendraget som avvattnar avrinningsområdet har biflödesordning 3, vilket innebär att vattnet flödar genom totalt 3 vattendrag innan det når havet efter 242 kilometer. Avrinningsområdet består mestadels av skog (74 procent) och sankmarker (21 procent). Avrinningsområdet har 0,17 kvadratkilometer vattenytor vilket ger det en sjöprocent på 0,7 procent.